# آرامگاه رومی (سیلیسترا)
آرامگاه رومی سیلیسترا (بلغاری: Римска гробница в Силистра Rimska grobnitsa v Silistra) یک مقبره دفنی روم باستان در شهر سیلیسترا در شمال شرقی بلغارستان است. مقبره رومی که قدمت آن به اواسط قرن چهارم پس از میلاد می‌رسد، بهترین بنای معماری حفظ شده از شهر روم باستان «دوروستروم» است. این مقبره به عنوان «یکی از بناهای تاریخی مورد بررسی و مورد بحث از هنر باستانی متأخر در بلغارستان» و بالکان در نظر گرفته می‌شود، که تا حد زیادی به دلیل کیفیت و نقاشی‌های دیواری داخلی گستردهٔ آن است.

## تاریخچه
اگرچه نفوذ مسیحیت در آن زمان به سیلیسترا رسیده بود، مقبره رومی به وضوح نمونه ای از هنر پگانیسم است که توسط یک مالک پگانیست سفارش داده شده است؛ بنابراین، این احتمال وجود دارد که پیش از آزار و شکنجه پگانیست‌های رومی توسط تئودوسیوس اول باشد. ساخت آن همچنین احتمالاً قبل از حمله گوتیک‌ها به دوروستروم در سال‌های ۳۷۶–۳۷۸ انجام شده است؛ حمله این قبایل باعث آشفتگی زیادی در شهر شد. این هجوم ممکن است باعث شده باشد که خانواده استاد تصویر شده در مقبره از شهر فرار کنند و دلیل عدم تدفین او در مقبره باشد. در هر صورت، مقبره را باید از نظر سبکی به قرن چهارم و به‌طور خاص به سلطنت تئودوسیوس یکم نسبت داد.
مقبره رومی به‌طور تصادفی در سال ۱۹۴۲ در حومه جنوبی سیلیسترا، یک شهر بزرگ در جنوب دوبروجا در سواحل دانوب سفلی، کشف شد. در آن هنگام، شهر سیلیسترا به تازگی توسط رومانی به عنوان بخشی از معاهده کرایووا در سال ۱۹۴۰، به بلغارستان بازگردانده شده بود. از سال ۱۹۸۴، مقبره رومی سیلیسترا در فهرست آزمایشی میراث جهانی یونسکو قرار دارد.